# 사기장 (충청북도 무형문화재 제10호)
사기장(沙器匠)은 사기를 제작하는 장인을 일컫는 말이다. 2002년 10월 25일 충청북도의 무형문화재 제10호로 지정되었다.

## 연혁 및 현황
예부터 단양군 대강면 방곡리 일대는 조선시대의 민수용 도자기의 집산지로 알려진 곳으로 현재도 전통도자기를 만들고 있는 도예가들이 많이 생활하고 있다.
서동규(徐東圭)는 1956년부터 선친(先親) 서병욱(徐炳旭)의 가업인 방곡도예에 입문하여 전통도자기에 관심을 갖고 전통도자 수업을 시작하였으며, 일생동안 단양 방곡에서만 전통도예방식으로 활발한 작업활동을 하고 있다. 전통도자기 전승계보가 뚜렷하고, 전승자의 전승의지가 확고하며 독자적인 도예기술을 확보하여 독창적인 도예기술이 성숙단계이 이르고 있다.
초기에는 "다완(茶碗)"을 중심으로 찻그릇 제작에 힘을 쏟아 일본 애용가들의 호응을 받았고, 특히 짙은 갈색이 발색되는 종래의 도자기와 달리 방곡의 특유한 토질에 느릅나무 외 수종(數種)의 나무를 태운 재를 원료로 독특한 황녹색으로 발색시킨 녹자의 재현으로 1999년 특허청 특허등록되었으며, 2000년 노동부 명장 제28호로 선정되었다.
서동규(徐東圭)는 단양 방곡에서 출생하여 현재까지 이곳에서 3대째(徐炳旭→徐東圭→徐贊紀) 도예의 맥을 이어오고 있으며, 녹자, 생활자기, 이조다왕 등을 전통방식에 의한 장작가마만을 고수하며, 전통도자기 복원을 위하여 활발하게 작업활동을 하고 있다.
느릅나무 재를 유약원료로 이용하여 독특한 기법으로 황녹색을 발색시킨 독창적인 도예기술을 개발하여 이를 특허 등록함으로써 독자적인 도예기술을 확보하였고 꾸준한 도예기술개발과 전통도예 복원을 위하여 노력하고 있다.
단양군 대강면 "방곡리(傍谷里)" 마을은 먹을 것이 풍부하여 뒷방에 음식물을 가득쌓아 두었다는 데서 유래된 이름이다. 이곳에서 17세기경부터 백자와 분청사기를 생산하여 조선시대 민수용 도자기를 만들어온 마을로 지금도 농경지에서 백자편들을 많이 발견할 수 있다.
저잣거리, 빗재 등 지역의 유래에서 도자기 제작 및 판매시장이 형성되었음을 알 수 있으며, 지금도 옛 가마터가 있다.

## 지정·인정 사유
단양 방곡에서만 전통도예방식으로 활발한 작업활동을 하고 있으며, 전통도자기 전승계보가 뚜렷하고 전승의지가 확고하며, 독자적인 도예기술을 확보하여 도예기술이 성숙단계에 이르러 전통도예의 보전 및 복원을 위하여 전통도예 방식의 맥을 잇도록 하고자 함

## 지정내용
| 지정종목          | 명칭            | 보유자          | 보유자  | 보유자     | 보유자        | 보유자                     | 비고       | 비고     |
| 지정종목          | 명칭            | 성명            | 성별    | 생년월일   | 기.예능       | 주소                       | 지정일자   | 해지일자 |
| ----------------- | --------------- | --------------- | ------- | ---------- | ------------- | -------------------------- | ---------- | -------- |
| 무형문화재 제10호 | 사기장 (沙器匠) | 서동규 (徐東圭) | 남 (男) | 1940.10.16 | 민속사기 제작 | 단양군 대강면 방곡리 351-1 | 2002.10.25 |          |

## 참고 자료
- 사기장 - 국가유산청 국가유산포털
- 사기장전수관 - 충북무형문화재 사기장(제10호) - 국립무형유산원